# Турјаци
Турјаци су насељено место у саставу града Сиња, Сплитско-далматинска жупанија, Република Хрватска.

## Историја
До територијалне реорганизације у Хрватској налазили су се у саставу старе општине Сињ.

## Становништво
На попису становништва 2011. године, Турјаци су имали 1.138 становника.
| Број становника по пописима | Број становника по пописима | Број становника по пописима | Број становника по пописима | Број становника по пописима | Број становника по пописима | Број становника по пописима | Број становника по пописима | Број становника по пописима | Број становника по пописима | Број становника по пописима | Број становника по пописима | Број становника по пописима | Број становника по пописима | Број становника по пописима | Број становника по пописима |
| --------------------------- | --------------------------- | --------------------------- | --------------------------- | --------------------------- | --------------------------- | --------------------------- | --------------------------- | --------------------------- | --------------------------- | --------------------------- | --------------------------- | --------------------------- | --------------------------- | --------------------------- | --------------------------- |
| 1857                        | 1869                        | 1880                        | 1890                        | 1900                        | 1910                        | 1921                        | 1931                        | 1948                        | 1953                        | 1961                        | 1971                        | 1981                        | 1991                        | 2001                        | 2011                        |
| 544                         | 661                         | 603                         | 748                         | 821                         | 997                         | 998                         | 1.194                       | 1.143                       | 1.251                       | 1.281                       | 1.319                       | 1.403                       | 1.259                       | 1.169                       | 1.138                       |

Напомена: До 1910. исказивано под именом Турјаке.

### Попис1991.
На попису становништва 1991. године, насељено место Турјаци је имало 1.259 становника, следећег националног састава:
| Попис 1991.‍   | Попис 1991.‍ | Попис 1991.‍ | Попис 1991.‍ | Попис 1991.‍ |
| ------------- | ----------- | ----------- | ----------- | ----------- |
|               |             |             |             |             |
| Хрвати        | Хрвати      |             | 1.246       | 98,96%      |
| Немци         | Немци       |             | 1           | 0,07%       |
| остали        | остали      |             | 1           | 0,07%       |
| непознато     | непознато   |             | 11          | 0,87%       |
| укупно: 1.259 |             |             |             |             |